# La Grande (Washington)
La Grande az Amerikai Egyesült Államok északnyugati részén, Washington állam Pierce megyéjében elhelyezkedő statisztikai település. A 2010. évi népszámlálási adatok alapján 109 lakosa van.

## Éghajlat
A település éghajlata mediterrán (a Köppen-skála szerint Csb).
| Hónap                                   | Jan.  | Feb.  | Már.  | Ápr. | Máj. | Jún. | Júl. | Aug. | Szep. | Okt. | Nov.  | Dec.  | Év    |
| --------------------------------------- | ----- | ----- | ----- | ---- | ---- | ---- | ---- | ---- | ----- | ---- | ----- | ----- | ----- |
| Rekord max. hőmérséklet (°C)            | 18,0  | 21,0  | 23,0  | 28,0 | 33,0 | 36,0 | 37,0 | 39,0 | 34,0  | 29,0 | 24,0  | 19,0  | 39,0  |
| Átlagos max. hőmérséklet (°C)           | 7,0   | 9,5   | 11,1  | 14,3 | 18,8 | 22,0 | 25,3 | 25,0 | 22,0  | 15,9 | 10,3  | 7,9   | 15,8  |
| Átlagos min. hőmérséklet (°C)           | 0,6   | 1,9   | 2,2   | 3,7  | 7,0  | 9,4  | 11,2 | 11,6 | 9,8   | 6,5  | 3,1   | 1,6   | 5,7   |
| Rekord min. hőmérséklet (°C)            | −14,0 | −12,0 | −10,0 | −2,0 | 0,0  | 1,0  | 2,0  | 4,0  | −1,0  | −2,0 | −14,0 | −16,0 | −16,0 |
| Átl. csapadékmennyiség (mm)             | 129   | 93    | 99    | 82   | 81   | 54   | 23   | 40   | 53    | 84   | 120   | 142   | 1000  |
| Forrás: Western Regional Climate Center |       |       |       |      |      |      |      |      |       |      |       |       |       |